# جان بنفیلد
جان بنفیلد (انگلیسی: John Benfield) بازیگر اهل بریتانیا است.
از فیلم‌ها یا برنامه‌های تلویزیونی که وی در آن نقش داشته است، می‌توان به مأمور مخفی، بهترین پیشنهاد، چیز زیبا، شارپ، دستور کار مخفی و مسابقه سرعت اشاره کرد.